# Sarissa de Vries
Sarissa De Vries (Lekkerkerk, 17 februari 1989) is een Nederlands triatlete. Ze is 10-voudig nationaal kampioene, vice-Europees kampioene lange afstand (2017), vice-wereldkampioene U23 Olympische afstand (2012) en wereldkampioene lange afstand (2021)

## Biografie

### Korte afstand
De Vries was sinds jonge leeftijd actief als turnster en liep regelmatig mee in lokale hardloopwedstrijdjes. In 2001 maakte ze de overstap naar wedstrijdzwemmen en in 2005 naar triathlon. Ze werd direct opgenomen in de nationale junioren selectie en deed haar eerste internationale wedstrijd in 2007 tijdens het WK junioren triathlon in Hamburg. Dat jaar verhuisde ze ook naar Sittard om te trainen in het Nationaal Trainings Centrum voor triathlon te Sittard. Na het missen van de Olympische Spelen van 2012 op 8 seconden werd ze later dat jaar 2e tijdens de WK neosenioren in Auckland. Vervolgens raakte Sarissa overtraind en in 2014 besloot ze om naar Maastricht te verhuizen en zich volledig te richten op haar studie.

### Overstap naar de lange afstand
Geïnspireerd door haar vader Ton de Vries maakte ze in 2015 haar debuut op de lange afstand met een tweede plek tijdens Ironman Maastricht-Limburg. In 2021 won de Vries Challenge Riccione en Challenge Gdansk. Ze bekroonde dit succesjaar door als eerste Nederlandse wereldkampioene te worden op de lange afstand. Dit deed ze in een, op dat moment, nieuw nationaal record (08:32:04).

## Privé
In 2007 begon De Vries aan haar bachelor studie Gezondheidswetenschappen aan de Universiteit Maastricht, waar zij in 2013 afstudeerde. In 2014 volgde ze een master Human Movement Sciences die in 2015 succesvol werd afgerond.
Sarissa de Vries woont in Maastricht en is samen met haar vriend en coach Maarten Strijbosch actief als triathlon coach bij Optrimize.

## Onderscheidingen
- Sportvrouw van het jaar Maastricht, 2017

## Titels
- Nederlands kampioene triatlon U23 Olympische afstand - 2009
- Nederlands kampioene triatlon sprint - 2012
- Nederlands kampioene halve triatlon - 2016
- Nederlands kampioene duathlon - 2016
- Nederlands kampioene halve triatlon - 2017
- Nederlands kampioene Olympische afstand - 2017
- Nederlands kampioene Sprint afstand - 2018
- Nederlands kampioene Olympische afstand - 2019
- Nederlands kampioene Sprint afstand - 2019
- Wereld en Nederlands kampioene lange afstand - 2021

## Palmares

### Triatlon korte afstand
- 2005: 4e NK junioren Oud Gastel
- 2006: 4e NK junioren Aalsmeer
- 2007:  NK junioren Aalsmeer
- 2008: 24e EK junioren Lissabon
- 2008:  2e NK junioren Stein
- 2009: 37e EK Olympische afstand Holten
- 2009:  NK U23 Olympische afstand Stein (4e elite)
- 2011: 20e EK Olympische afstand Pontevedra
- 2012:  NK sprint Groningen
- 2012: 12e EK U23 Olympische afstand Aguilas
- 2012:  WK U23 Olympische afstand Auckland
- 2015:  NK Olympische afstand Weert
- 2015:  NK sprint Veenendaal
- 2016:  NK Olympische afstand Amsterdam
- 2016:  NK halve afstand Klazienaveen
- 2016:  NK sprint Veenendaal
- 2017:  NK Olympische afstand Amsterdam
- 2017:  NK sprint Veenendaal
- 2018:  NK sprint Rotterdam
- 2019:  NK Olympische afstand Veenendaal
- 2019:  NK sprint Ouderkerk aan de Amstel
- 2021:  NK Olympische afstand Rotterdam

### Triatlon lange afstand
- 2015:  NK halve afstand Klazinaveen
- 2015:  Ironman Maastricht
- 2016:  NK halve afstand Klazienaveen
- 2016: 4e Ironman Maastricht
- 2017:  Ilumen Bilzen 111
- 2017:  NK halve afstand Nieuwkoop
- 2017:  Challenge Geraardsbergen
- 2017:  Challenge Iceland
- 2017:  EK en NK lange afstand Almere
- 2018:  Ilumen Bilzen 111
- 2019:  Ilumen Bilzen 111
- 2019:  Indeland Triathlon
- 2019:  NK lange afstand Almere
- 2019:  EK lange afstand Almere
- 2021:  Challenge Gran Canaria
- 2021:  Challenge Riccione
- 2021:  Challenge Gdansk
- 2021:  WK lange afstand en NK lange afstand Almere
- 2022: 4e EK Ironman halve afstand Elsinore
- 2022:  WK lange afstand Šamorín

### Duathlon
- 2007:  NK duathlon junioren Oss
- 2016:  NK duathlon kwart afstand Spijkenisse